# Sông Khorol
Khorol (tiếng Ukraina: Хорол) là một sông tại Ukraina, là phụ lưu hữu ngạn của sông Psel thuộc lưu vực sông Dnepr. Sông này có chiều dài là 308 kilômét (191 mi), và có diện tích lưu vực là 3.340 kilômét vuông (1.290 dặm vuông Anh). Sông Khorol chảy qua hai tỉnh Sumy và Poltava.

## Thông tin chung
Đầu nguồn của sông nằm gần làng Chervona Sloboda thuộc huyện Nedryhailiv của tỉnh Sumy. Phần sông chảy trong tỉnh Poltava dài 241 km. Độ dốc của sông là 0,3 m/km. Thung lũng sông có dạng hình thang, thường không đối xứng, với sườn bờ hữu cao và dốc còn bên tả thì thoai thoải, rộng 10–12 km. Bãi bồi rộng 0,2-0,5 km đến 1,5–2 km, có những đầm lầy, cây bụi và đồng cỏ. Sông uốn khúc dọc theo chiều dài, rộng từ 10–60 m hoặc hơn.
Nguồn nước chủ yếu đến từ mưa và tuyết (lượng nước chảy vào mùa xuân bằng khoảng 85% lượng nước chảy hàng năm). Mức lưu lượng nước trung bình trong dài hạn của sông Khorol (Myrhorod) là 3,8 m³/s. Độ khoáng hóa của nước sông thay đổi quanh năm: lũ mùa xuân - 843 mg/dm³; giới hạn mùa hè-thu - 966 mg/dm³; giới hạn mùa đông - 1053 mg/dm³. Khorol đóng băng vào cuối tháng 11 đến đầu tháng 12, tan băng vào tháng 3.

## Phụ lưu
- Hữu ngạn: Sakunykha, Rubanka, Vilshana, Tataryna, Oznytsia, Lykhobabivka, Kharpachka, Khomutets, Gremiacha, Kuturzhykha, Avramivka, Lahodynka, Holubykha, Yenkivka, Kryva Ruda, Saha, Tataryna, Shcherbanka.
- Tả nạn: Berezivka, Staraya Saha, Rudka, Buda, Kholodna.

## Địa điểm
Các đô thị nằm ven sông là Lypova Dolyna, Khorol. Ngoài ra, còn có thị trấn nghỉ dưỡng nổi tiếng trong nước là Myrhorod.

## Sử dụng
Sông được sử dụng để cung cấp nước và tưới tiêu, hoạt động đánh bắt cá cũng rất phổ biến. Một số cống để điều tiết đã được xây dựng trên sông, cùng với các hồ chứa nước

## Lịch sử
Tên của sông rất có thể xuất phát từ nhóm ngôn ngữ Iran, nhưng không phải từ hu- "tốt", như Alexey Sobolevsky nghĩ, mà là từ har- "dòng chảy", tạo thành các cụm từ đồng nghĩa như Khartislov, Khoroput.
Tại thung lũng sông Khorol phát hiện được dấu tích khu định cư thời đại đồ đồng, cũng như các khu định cư thời kỳ đầu của người Slav và một khu vực mai táng của nền văn hóa Chernyakhov. Năm 1185, một trận chiến giữa quân đội Nga và quân Cuman (Polovtsia) đã diễn ra trên bờ sông. Phong cảnh của Khorol từ lâu đã thu hút các nghệ sĩ. Một nhà thơ Ukraine nổi tiếng của thế kỷ 20 là Pavlo Tychyna đã viết về dòng sông:
"Khói, khói bay từ xe hơi,
Như mùa hạ thiếu nữ.
Mirgorod đã đổi thay
Sông Khorol không còn như xưa...
(Дим, димок від машин,
Мов дівочі літа.
Не той тепер Миргород,
Хорол-річка не та...)

## Địa lý
Khorol bắt nguồn từ các dòng suối phía bắc làng Chervona Sloboda. Nó chảy qua vùng đất thấp Dnepr trên lãnh thổ các huyện Nedryhailiv, Lypova Dolyna của tỉnh Sumy, các huyện Hadiach, Myrhorod, Khorol, Semenivka và Hlobyne của tỉnh Poltava. Sông chủ yếu chảy theo hướng nam, giữa các thành phố Myrhorod và Khorol chảy theo phía tây nam, sau đó là phía đông nam. Khorol chảy vào sông Psel ở ngoại vi phía bắc của làng Popivka.

## Hình ảnh

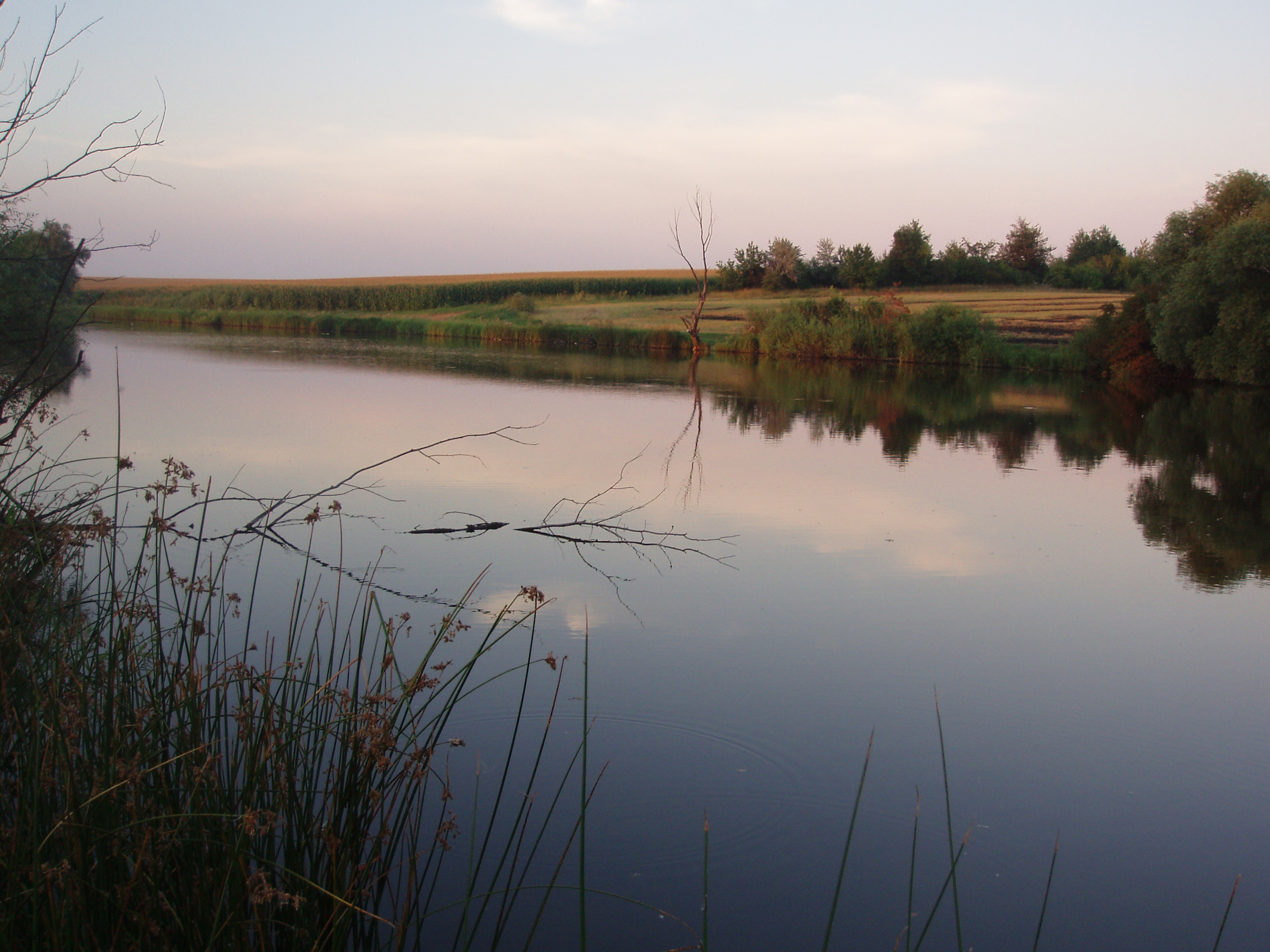
Khorol gần thành phố Khorol, vùng Poltava, 2008
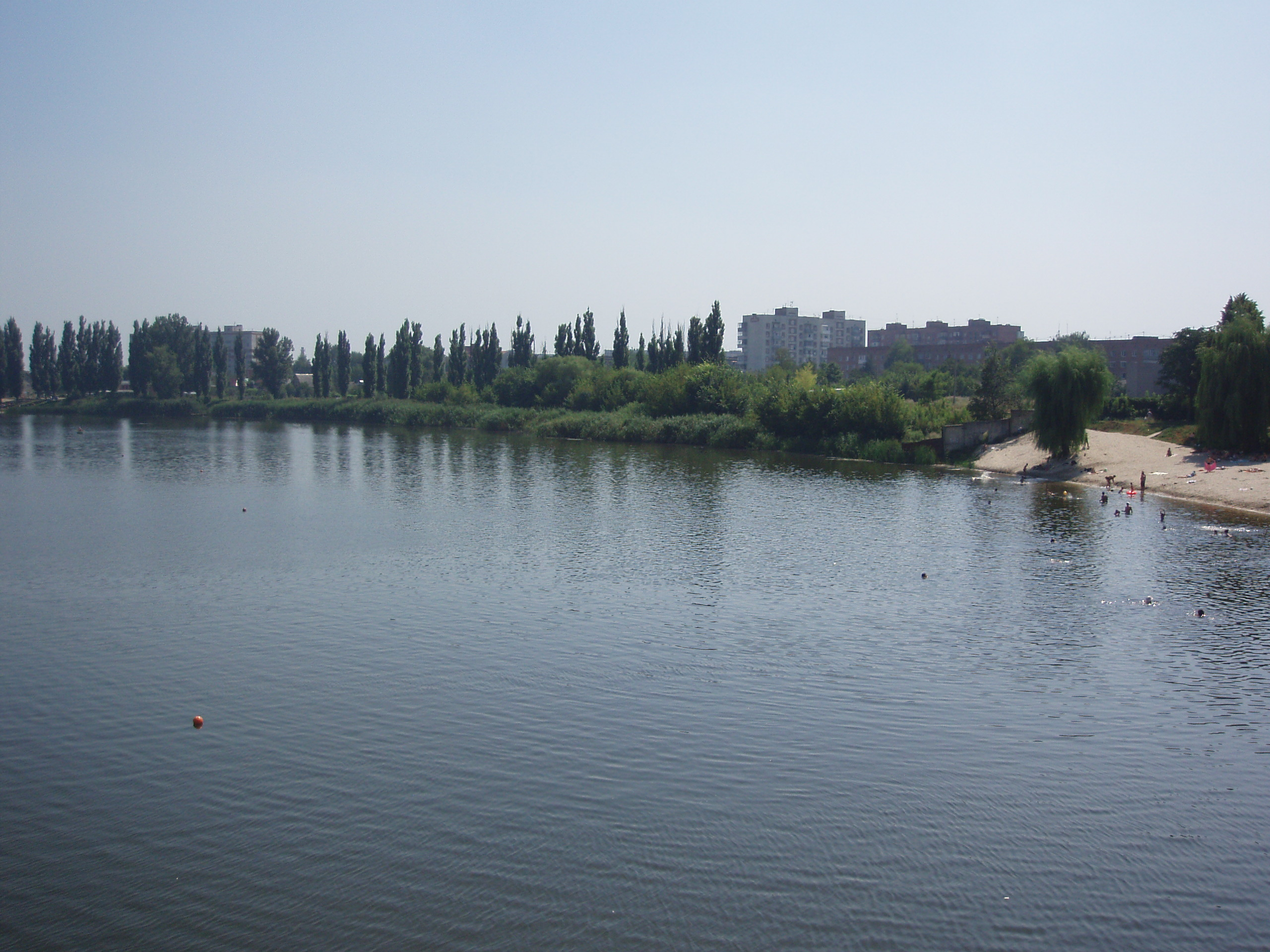
Khorol bên các tòa nhà mới ở Myrhorod, 2008
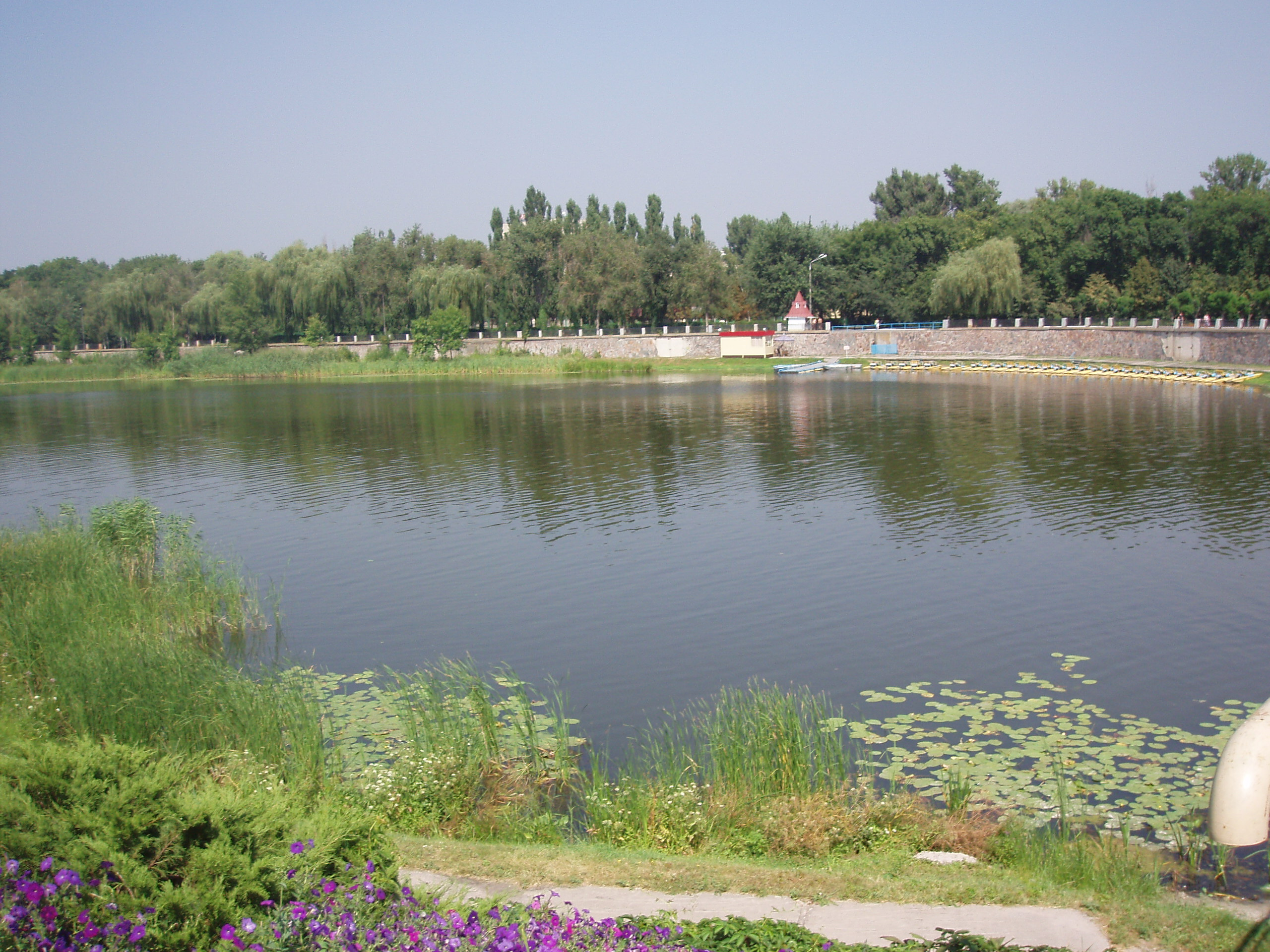
Khorol chảy qua Myrhorodkurort, 2008
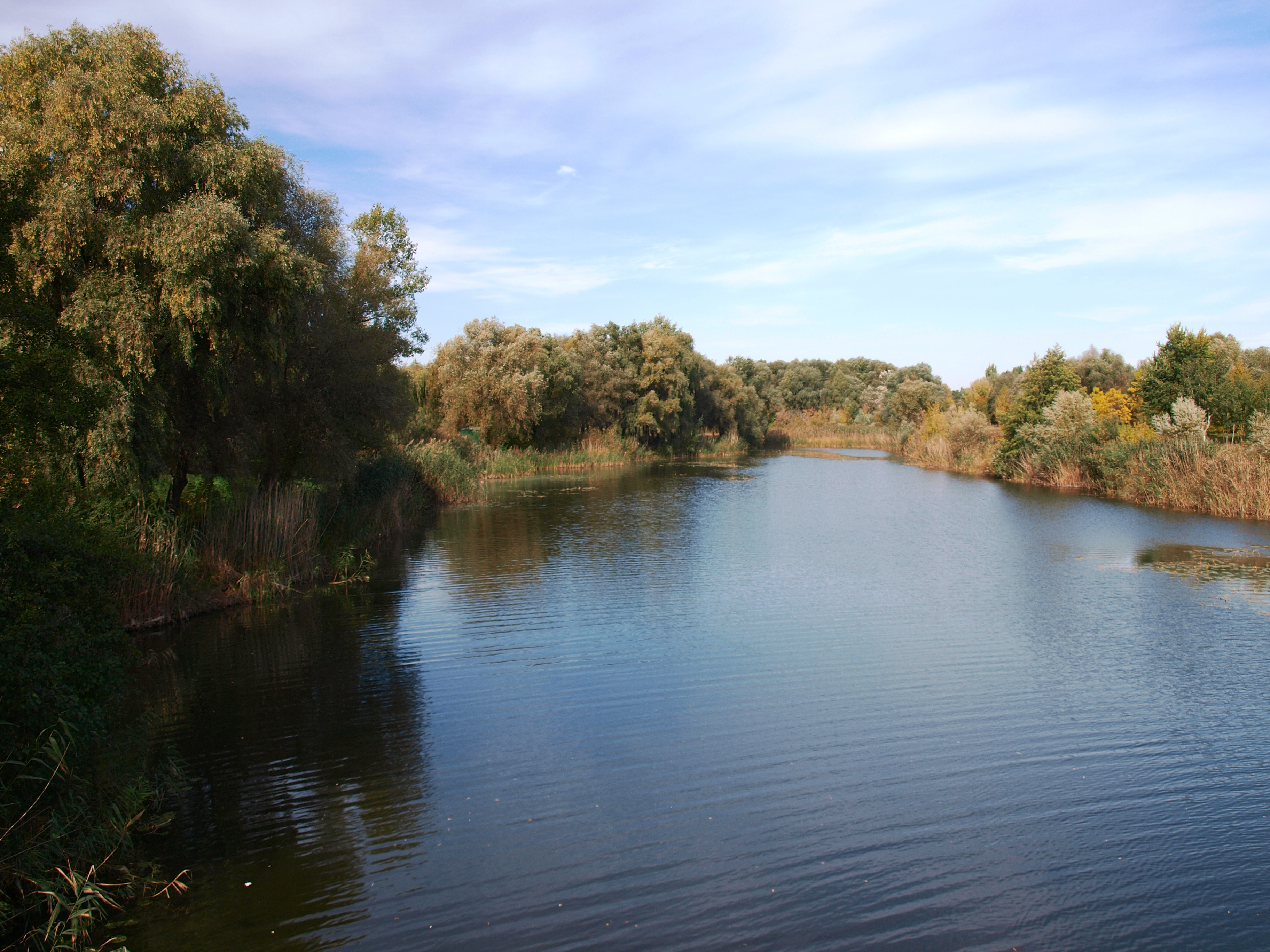
Toàn cảnh Khorol nhìn từ cầu treo Myrhorodkurort, 2009
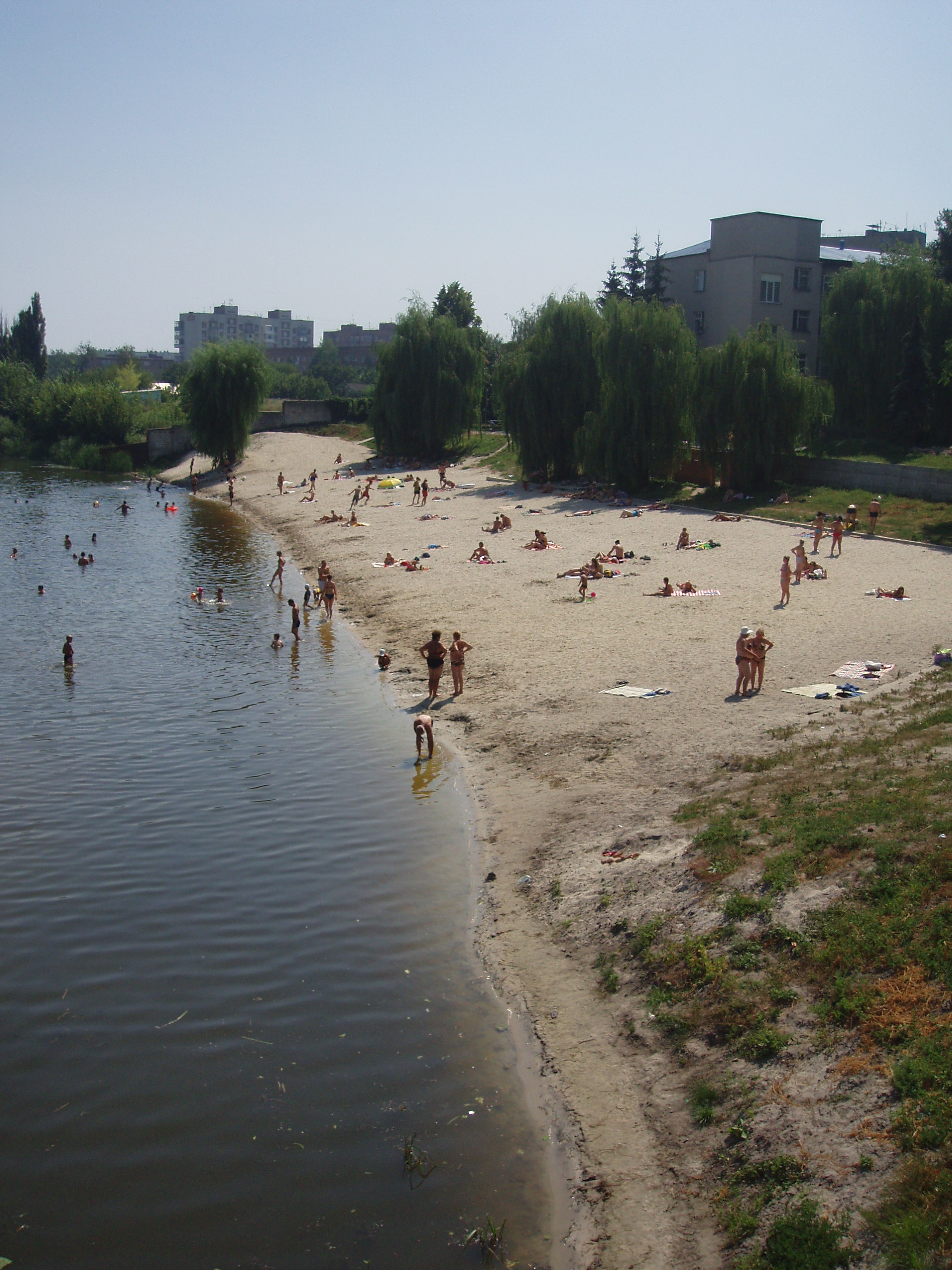
Bãi cát thành phố ở Myrhorod bên sông Khorol, 2008
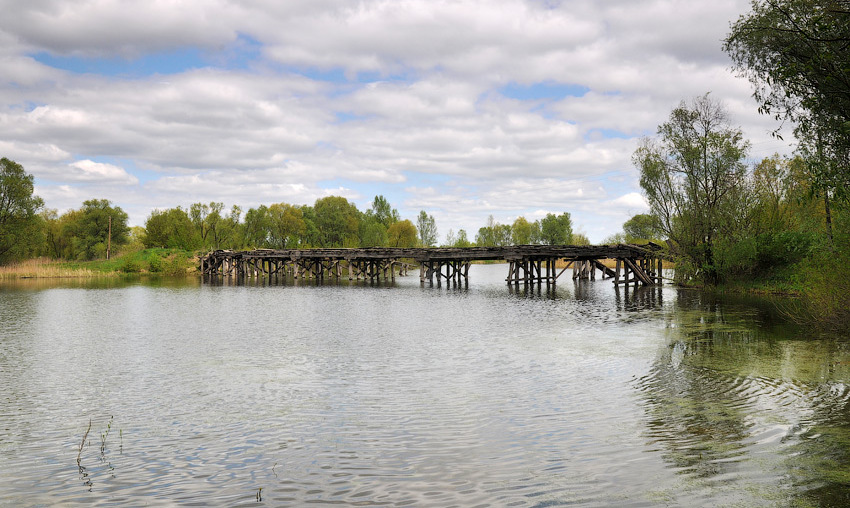
Cây cầu cũ bắc qua Khorol gần thành phố Khorol, 2008